# Cricket World Cup
Der Cricket World Cup ist die Weltmeisterschaft im One-Day Cricket der Männer und die heute wichtigste Trophäe im Cricket überhaupt. Im traditionellen Test Cricket über mehrere Tage gibt es seit 2019 die ICC World Test Championship. Seit 2007 gibt es auch im Twenty20-Cricket mit dem ICC Men’s T20 World Cup ein Weltmeisterschaftsturnier. Das Turnier wurde bisher 13-mal ausgetragen. Der Rekordsieger ist die australische Mannschaft, die bisher sechsmal den Pokal gewinnen konnte.

## Geschichte

### Vor dem World Cup
Die traditionelle Form des Cricket, das fünf Tage dauernde Test Cricket, erlaubte es nicht, eine Weltmeisterschaft auszutragen. So blieb es vorwiegend dabei, dass eine Nationalmannschaft die andere auf einer Tour besuchte und während dieser mehrere Spiele gegen diese bestritt. Erst das ab den 1960er Jahren entwickelte One-Day-Format, das nur noch einen Tag dauerte, erlaubte es, zu einer kompakten Turnierform zu gelangen. Jedoch war dieses Format noch sehr jung, da es vor der ersten Weltmeisterschaft erst 18 Aufeinandertreffen internationaler Teams gegeben hatte.

### Die Anfangsjahre
Die ersten drei Weltmeisterschaften wurden nach dem Sponsor Prudential World Cup getauft. Dabei bestand jedes Spiel aus jeweils einem Innings mit 60 Overs pro Mannschaft. Die dominierende Mannschaft war das Team aus den West Indies, dem es gelang, zwei World Cups für sich zu entscheiden. Der erste World Cup wurde im Juni 1975 in England ausgetragen, wobei acht Teams teilnahmen. Zu den sechs Testnationen Australien, England, Indien, Pakistan, Neuseeland und West Indies wurden zwei weitere Mannschaften eingeladen: Sri Lanka, das erst 1981 den Teststatus erhielt, und ein ostafrikanisches Team, das sich aus Spielern der Staaten Kenia, Tansania, Uganda und Sambia zusammensetzte. Im Finale, das im Lord’s Cricket Ground ausgetragen wurde, konnte sich das Team aus den West Indies gegen Australien mit 17 Runs durchsetzen. Das Turnier wurde als Erfolg angesehen, was dem ODI-Format weiteren Auftrieb verschaffte.
Vier Jahre später wurde ein Qualifikationsturnier eingeführt, die ICC Trophy. In diesem Turnier konnten sich Sri Lanka und Kanada durchsetzen, die sich zu den sechs Testnationen hinzugesellten. Abermals in Lord's konnte der Kapitän der West Indies, Clive Lloyd, den Pokal zum zweiten Mal in Empfang nehmen. Er und sein Team hatten sich im Finale gegen den Gastgeber England mit 92 Runs durchgesetzt. Von nun an war der World Cup als ein alle vier Jahre stattfindendes Turnier etabliert.
Im Jahr 1983 fand der World Cup zum dritten Mal in Folge in England statt. Da Sri Lanka mittlerweile zur Testnation aufgestiegen war, blieb nur noch ein zusätzlicher Platz für eine Nicht-Test-Nation übrig, den sich Simbabwe in der ICC Trophy 1982 sichern konnte. Das Spiel selbst erhielt einige Änderungen, da ein Fielding-Kreis eingeführt wurde, der verlangte, dass sich immer mindestens vier Spieler der nicht-schlagenden Mannschaft in diesem aufhielten. Im Finale gab es einen Überraschungssieg des indischen Teams mit 43 Runs gegen das hoch favorisierte Team der West Indies, die somit den dritten Turniersieg in Folge verpassten.

### Ein Spiel im Wandel
Der World Cup 1987 war der erste, der nicht in England ausgetragen wurde, sondern in Indien und Pakistan. Dies erforderte eine Reduktion der Overzahl pro Innings von 60 auf 50, aufgrund der geringeren Tageslänge auf dem indischen Subkontinent gegenüber der des englischen Sommers. Neben den sieben Testnationen konnte sich erneut Simbabwe in der ICC Trophy im Jahr zuvor durchsetzen. Die Vorrundengruppen wurden von den beiden Gastgebern gewonnen, die allerdings dann im Halbfinale ausschieden. Im Finale setzte sich Australien in einem engen Spiel gegen England mit 7 Runs durch und holte somit ihren ersten World Cup.
Im Jahr 1992 kam es erstmals zu der Situation, dass mehr als acht Teams beim World Cup antraten. Grund für die kurzfristige Erweiterung war die Teilnahme Südafrikas, das nach dem Ende der Apartheid wieder in die ICC aufgenommen wurde und kurz nach dem Turnier auch ihren Teststatus zurückerhielt. In der ICC Trophy 1990 hatte sich zum dritten Mal in Folge Simbabwe durchsetzen können, das ebenfalls wenige Monate nach dem Turnier zur neunten Testnation aufstieg. Im Spiel gab es zahlreiche Änderungen. So wurde es erlaubt, dass die Mannschaften in farbigen Trikots mit dem Namen der jeweiligen Spieler auf dem Rücken auflaufen. Zuvor war, wie auch heute noch im Testcricket, weiß Pflicht. Auch wurde die Ballfarbe von rot auf weiß geändert, was einherging mit der Einführung von Flutlichtspielen. Diese Möglichkeit wurde beim Turnier in Australien und Neuseeland auch reichlich genutzt. Zusätzlich wurden noch einmal die Regeln zum Fielding-Kreis modifiziert, die nun verlangten, dass während der ersten 15 Over sich höchstens zwei Feldspieler außerhalb des 30-Yard Kreises um den Pitch aufhalten durften. Sportlich konnte in der Vorrunde Neuseeland überzeugen, das gegen alle Mannschaften außer Pakistan gewinnen konnte. Im Halbfinale traf es wieder auf Pakistan und verlor erneut. Im Finale kam es zum Aufeinandertreffen mit England, in dem sich das pakistanische Team unter Kapitän Imran Khan mit 22 Runs durchsetzen konnte.
Der nächste World Cup wurde 1996 in Pakistan, Indien und Sri Lanka ausgetragen. Das Teilnehmerfeld wurde auf zwölf Teams erhöht, so dass es drei Qualifikanten aus der ICC Trophy gab. Dieses waren die Niederlande, Kenia und die Vereinigten Arabischen Emirate. Das Turnier war von Skandalen geprägt, von denen hauptsächlich der spätere Turniersieger Sri Lanka profitieren konnte. In der Vorrunde weigerten sich Australien und die West Indies ihre angesetzten Gruppenspiele in der sri-lankischen Hauptstadt Colombo auszutragen, da sich der Bürgerkrieg in Sri Lanka durch Terroranschläge kurz zuvor intensiviert hatte. Beide Male bekam das Team aus Sri Lanka den Sieg zugesprochen, so dass es auch kampflos ins Viertelfinale vorgestoßen wäre. Nach dem dortigen Sieg über England, wurde das Halbfinalspiel gegen Indien in den Eden Gardens von Kalkutta abgebrochen und für Sri Lanka gewertet. Indische Fans hatten nach einem spielerischen Einbruch ihres Teams angefangen zu randalieren, warfen Flaschen aufs Spielfeld und setzten die Bestuhlung in Brand. Im anderen Halbfinale konnte sich Australien gegen die West Indies durchsetzen. Im Finale selbst gewann Sri Lanka mit 7 Wickets. Das Spiel wurde dabei entscheidend geprägt durch Aravinda de Silva, dem es nicht nur gelang als Bowler 3 Wickets zu erzielen, sondern als Schlagmann anschließend noch 107 Runs not out zu erlaufen.

### Die australische Dominanz
Die Ausgabe 1999 wurde in England ausgetragen, wobei einige Spiele an Wales, Schottland, Irland und die Niederlande vergeben wurden. In der Qualifikation konnten sich dieses Mal Kenia, Schottland und erstmals die spätere Testnation Bangladesch durchsetzen, so dass sich das Teilnehmerfeld aus zwölf Teams zusammensetzte. Im Halbfinale kam es zu der seltenen Situation eines Unentschiedens, als Südafrika das Target, das durch Australien gesetzt wurde, um einen Run verfehlte. Australien qualifizierte sich für das Finale, da es in der vorherigen Super 6 Runde besser platziert war. Im Finale setzte sich das Team dann gegen Pakistan durch, das es nicht schaffte, die bisher ordentliche Leistung, die es während des Turniers gezeigt hatte, im Finale zu wiederholen.
Im Jahr 2003 nahmen die Kontroversen wieder zu. Qualifizieren konnten sich über die ICC Trophy dieses Mal Kanada, Namibia und die Niederlande. Kenia hatte nach dem World Cup 1996 ODI-Status erhalten und wurde bei diesem Turnier von der Qualifikationspflicht befreit. Ebenso hatte Bangladesch mittlerweile Teststatus erhalten. Das Turnier fand in Südafrika statt, allerdings sollten einige Spiele in Kenia und Simbabwe ausgetragen werden. Jedoch weigerte sich England, in Simbabwe aufgrund der dortigen politischen Verhältnisse zu spielen, ebenso wie sich Neuseeland nicht bereiterklärte, nach Kenia zu reisen. Hier wurden Sicherheitsrisiken angeführt und beides Mal bekamen die Gastgeber den Sieg zugesprochen. Für England rächte sich diese Entscheidung, da es bei einem wahrscheinlichen Sieg die Vorrunde überstanden hätte. So gelang Simbabwe der Einzug ins Super 6, während es Kenia sogar ins Halbfinale schaffte, der ersten Nicht-Test-Nation, der dies gelang. Dort verlor die Mannschaft jedoch gegen Indien, das im Finale gegen den Titelverteidiger aus Australien antreten musste. Das Spiel ging allerdings klar an die australische Mannschaft, die sich mit 125 Runs durchsetzen konnte.
Der World Cup im Jahr 2007 wurde in den British West Indies ausgetragen. Die Teilnehmerzahl wurde noch einmal auf nun 16 Mannschaften erhöht, so dass sich bei der ICC Trophy 2005 gleich fünf Mannschaften qualifizieren konnten. Diese waren Schottland, Irland, Kanada, Bermuda und die Niederlande, von denen es nur Irland in die Hauptrunde, die als Super 8 ausgetragen wurde, schaffte. Für viel Aufregung sorgte auch der Tod des pakistanischen Coaches Bob Woolmer, der kurz nach dem überraschenden Ausscheiden gegen Irland aufgefunden wurde. Es gab die Vermutung, dass er ermordet worden sei, jedoch stellten sich später natürliche Gründe als Todesursache heraus. Im Finale konnte sich dann zum dritten Mal in Folge Australien als Weltmeister feiern lassen. Gegen Sri Lanka gewannen sie in einem wegen schlechten Lichtverhältnissen nicht komplett ausgetragenen Spiel mit 53 Runs nach der Duckworth-Lewis Methode.

### Dominanz bei Heimweltmeisterschaften
Der World Cup wurde 2011 in Indien, Sri Lanka und Bangladesch ausgetragen. Ursprünglich sollte auch Pakistan Mitausrichter des Turniers sein, verlor den Ausrichterstatus allerdings nach dem Angriff auf das sri-lankische Cricketteam bei einem Testspiel in Lahore im März 2009 wieder. Neben den zehn Testnationen nahmen auch vier Qualifikanten des nun als ICC Cricket World Cup Qualifier bezeichneten Turniers, das im Jahr 2009 ausgetragen wurde, teil. Dort konnten sich Irland, Kanada, die Niederlande und Kenia, das seinen permanenten ODI-Status aufgrund schlechter Leistungen zwischenzeitlich verloren hatte, durchsetzen. Beim Turnier selbst gelang es den drei südasiatischen Vertretern Indien, Pakistan und Sri Lanka neben dem Team aus Neuseeland, sich für das Halbfinale zu qualifizieren. Letztendlich setzte sich Indien mit einem 6 Wicket-Sieg im Finale gegen Sri Lanka durch, dem es gelungen war, im Viertelfinale den Seriensieger der letzten Jahre, Australien, auszuschalten.
Nachdem die Teilnehmerzahl erstmals beim World Cup 2011 rückläufig gewesen war, beschloss der ICC zunächst, die Zahl für die nächsten Austragungen noch weiter zu reduzieren. Beim World Cup 2015 in Australien und Neuseeland sollten nur die zehn Full Member des ICC teilnehmen, bevor es bei der Ausgabe 2019 wieder eine Qualifikationsmöglichkeit für die zweite Reihe der Nationalmannschaften geben sollte. Nachdem dieses von den Associate Members des ICC stark kritisiert worden war, entschied dieser sich, das Turnier doch mit 14 Mannschaften auszutragen. Daraufhin wurden die Qualifikationsmöglichkeiten für die Associate Mitglieder neu festgelegt. Dabei wurden zwei Plätze für die beiden besten Mannschaften des One-Day Wettbewerbs der World Cricket League Championship 2011–2013, Irland und das erstmals qualifizierte Afghanistan vergeben. Weitere zwei Plätze gingen beim in Neuseeland ausgetragenen ICC Cricket World Cup Qualifier 2014 an Schottland und die Vereinigten Arabischen Emirate. Neben den beiden Gastgebern zogen Südafrika und Indien ins Halbfinale ein. Im Finale standen sich dann die beiden Gastgeber gegenüber und Australien konnte sich gegen Neuseeland durchsetzen.
Der Cricket World Cup 2019 wurde vom 30. Mai bis 14. Juli 2019 in England ausgetragen. Dieses Mal wurde, im Vergleich zu den Ausgaben 2011 und 2015, laut Beschluss des ICC die Anzahl der Teams auf zehn reduziert. Die, abgesehen von England, sieben Höchstplatzierten der ICC-Weltrangliste qualifizierten sich automatisch. Zwei weitere Teilnehmer, West Indies und Afghanistan, wurden in einem Qualifikationsturnier ermittelt, das vom 4. bis 25. März 2018 in Simbabwe ausgetragen wurde. Dies erlaubte zwar auch den Associate- und Affiliate-Mitgliedern eine Teilnahme, es bedeutete aber auch das erstmals zwei Vollmitglieder des ICC nicht am World Cup teilnahmen, ebenso wie keine Nicht-Vollmitglieder. In der Vorrunde dominierten Australien, England, Indien und Neuseeland und qualifizierten sich für die Halbfinale. Dort setzten sich England und Neuseeland durch und England gewann das Finale auf Grund von mehr erzielten Boundaries, nachdem das Spiel und das nachfolgende Super Over unentschieden geendet hatten.
Der Cricket World Cup 2023 wurde vom 5. Oktober bis zum 19. November 2023 mit zehn Mannschaften ausgetragen. Neben acht Mannschaften, die sich über die ICC Cricket World Cup Super League 2020–2023 qualifizierten, wurde ein weiteres Qualifikationsturnier ausgetragen, bei dem sich zwei weitere Mannschaften qualifizierten. Dabei konnten sich Sri Lanka und die Niederlande durchsetzen, während die West Indies erstmals die Qualifikation verpassten. In der Vorrunde dominierten Indien, sowie Südafrika und Australien, während nach einem guten Anfangsich auch Neuseeland für das Halbfinale qualifizierten konnte. Dort setzten sich Indien und Australien durch. Australien gewann das Finale und hat dadurch die Dominanz bei Heimweltmeisterschaften beendet.

## Ausblick
Das Turnier für 2027 ist in Namibia, Simbabwe und Südafrika geplant, ehe 2031 Bangladesch und Indien Gastgeber sind.

## World Cup Turniere
| Jahr | Gastgeber                      | Gewinner    | Finalgegner | Ergebnis                             |
| ---- | ------------------------------ | ----------- | ----------- | ------------------------------------ |
| 1975 | England                        | West Indies | Australien  | West Indies gewinnen mit 17 Runs     |
| 1979 | England                        | West Indies | England     | West Indies gewinnen mit 92 Runs     |
| 1983 | England                        | Indien      | West Indies | Indien gewinnt mit 43 Runs           |
| 1987 | Indien, Pakistan               | Australien  | England     | Australien gewinnt mit 7 Runs        |
| 1992 | Australien, Neuseeland         | Pakistan    | England     | Pakistan gewinnt mit 22 Runs         |
| 1996 | Indien, Pakistan, Sri Lanka    | Sri Lanka   | Australien  | Sri Lanka gewinnt mit 7 Wickets      |
| 1999 | England                        | Australien  | Pakistan    | Australien gewinnt mit 8 Wickets     |
| 2003 | Kenia, Simbabwe, Südafrika     | Australien  | Indien      | Australien gewinnt mit 125 Runs      |
| 2007 | West Indies                    | Australien  | Sri Lanka   | Australien gewinnt mit 53 Runs (D/L) |
| 2011 | Bangladesch, Indien, Sri Lanka | Indien      | Sri Lanka   | Indien gewinnt mit 6 Wickets         |
| 2015 | Australien, Neuseeland         | Australien  | Neuseeland  | Australien gewinnt mit 7 Wickets     |
| 2019 | England, Wales                 | England     | Neuseeland  | England gewinnt mit mehr Boundaries  |
| 2023 | Indien                         | Australien  | Indien      | Australien gewinnt mit 6 Wickets     |
| 2027 | Namibia, Simbabwe, Südafrika   |             |             |                                      |
| 2031 | Bangladesch, Indien            |             |             |                                      |

## Abschneiden der Mannschaften
Bei den bisher dreizehn ausgetragenen World Cups waren die Testnationen Australien, England, Indien, Neuseeland, Pakistan und Sri Lanka jedes Mal vertreten. Die West Indies verpassten 2023 erstmals den World Cup. Südafrika war erst ab 1992 wieder startberechtigt, da es 1961 aus dem ICC ausgeschieden war, und war seitdem immer dabei.
| Vorrunde (VR), Qualifiziert (Q)                   |
| Viertelfinale (VF), Super 6 (S6) oder Super8 (S8) |
| Halbfinale (HF)                                   |
| Zweiter Platz (2)                                 |
| Turniersieger (1)                                 |
| Nicht Mitglied des ICC                            |

| Team               | CWC 1975 | CWC 1979 | CWC 1983 | CWC 1987 | CWC 1992 | CWC 1996 | CWC 1999 | CWC 2003 | CWC 2007 | CWC 2011 | CWC 2015 | CWC 2019 | CWC 2023 | Teilnahmen |
| Afghanistan        |          |          |          |          |          |          |          |          |          |          | VR       | VR       | VR       | 3          |
| Australien         | 2        | VR       | VR       | 1        | VR       | 2        | 1        | 1        | 1        | VF       | 1        | HF       | 1        | 13         |
| Bangladesch        |          |          |          |          |          |          | VR       | VR       | S8       | VR       | VF       | VR       | VR       | 7          |
| Bermuda            |          |          |          |          |          |          |          |          | VR       |          |          |          |          | 1          |
| England            | HF       | 2        | HF       | 2        | 2        | VF       | VR       | VR       | S8       | VF       | VR       | 1        | VR       | 13         |
| Indien             | VR       | VR       | 1        | HF       | VR       | HF       | S6       | 2        | VR       | 1        | HF       | HF       | 2        | 13         |
| Irland             |          |          |          |          |          |          |          |          | S8       | VR       | VR       |          |          | 3          |
| Kanada             |          | VR       |          |          |          |          |          | VR       | VR       | VR       |          |          |          | 4          |
| Kenia 1            |          |          |          |          |          | VR       | VR       | HF       | VR       | VR       |          |          |          | 5          |
| Namibia            |          |          |          |          |          |          |          | VR       |          |          |          |          |          | 1          |
| Niederlande        |          |          |          |          |          | VR       |          | VR       | VR       | VR       |          |          | VR       | 5          |
| Neuseeland         | HF       | HF       | VR       | VR       | HF       | VF       | HF       | S6       | HF       | HF       | 2        | 2        | HF       | 13         |
| Ostafrika          | VR       |          |          |          |          |          |          |          |          |          |          |          |          | 1          |
| Pakistan           | VR       | HF       | HF       | HF       | 1        | VF       | 2        | VR       | VR       | HF       | VF       | VR       | VR       | 13         |
| Südafrika          |          |          |          |          | HF       | VF       | HF       | VR       | HF       | VF       | HF       | VR       | HF       | 9          |
| Schottland         |          |          |          |          |          |          | VR       |          | VR       |          | VR       |          |          | 3          |
| Simbabwe           |          |          | VR       | VR       | VR       | VR       | S6       | S6       | VR       | VR       | VR       |          |          | 9          |
| Sri Lanka          | VR       | VR       | VR       | VR       | VR       | 1        | VR       | HF       | 2        | 2        | VF       | VR       | VR       | 13         |
| Ver. Arab. Emirate |          |          |          |          |          | VR       |          |          |          |          | VR       |          |          | 2          |
| West Indies        | 1        | 1        | 2        | VR       | VR       | HF       | VR       | VR       | S8       | VF       | VF       | VR       |          | 12         |
| Teilnehmer         | 8        | 8        | 8        | 8        | 9        | 12       | 12       | 14       | 16       | 14       | 14       | 10       | 10       |            |

## Rekorde
Im Rahmen der Cricket-Weltmeisterschaft werden diverse Statistiken geführt. Eine Auswahl der Leistungen findet sich im Folgenden (Stand: World Cup 2023):
| Höchste Teamscores | Höchste Teamscores | Höchste Teamscores | Höchste Teamscores |
| Mannschaft         | Jahr               | Runs               | Gegner             |
| ------------------ | ------------------ | ------------------ | ------------------ |
| Südafrika          | 2023               | 428/5              | Sri Lanka          |
| Australien         | 2015               | 417/6              | Afghanistan        |
| Indien             | 2007               | 413/5              | Bermuda            |
| Südafrika          | 2015               | 411/4              | Irland             |
| Indien             | 2023               | 410/4              | Niederlande        |

| Niedrigste Teamscores | Niedrigste Teamscores | Niedrigste Teamscores | Niedrigste Teamscores |
| Mannschaft            | Jahr                  | Runs                  | Gegner                |
| --------------------- | --------------------- | --------------------- | --------------------- |
| Kanada                | 2003                  | 36                    | Sri Lanka             |
| Kanada                | 1997                  | 45                    | England               |
| Namibia               | 2003                  | 45                    | Australien            |
| Sri Lanka             | 2023                  | 55                    | Indien                |
| Bangladesch           | 2011                  | 58                    | West Indies           |

| Die meisten Runs | Die meisten Runs | Die meisten Runs |
| Spieler          | Turniere         | Runs             |
| ---------------- | ---------------- | ---------------- |
| Sachin Tendulkar | 1992–2011        | 2.278            |
| Virat Kohli      | 2011–2023        | 1.795            |
| Ricky Ponting    | 1996–2011        | 1.743            |
| Rohit Sharma     | 2015–2023        | 1.575            |
| Kumar Sangakkara | 2003–2015        | 1.532            |

| Höchster individueller Score | Höchster individueller Score | Höchster individueller Score | Höchster individueller Score |
| Spieler                      | Jahr                         | Runs                         | Gegner                       |
| ---------------------------- | ---------------------------- | ---------------------------- | ---------------------------- |
| Martin Guptill               | 2015                         | 237*                         | West Indies                  |
| Chris Gayle                  | 2015                         | 215                          | Simbabwe                     |
| Glenn Maxwell                | 2023                         | 201*                         | Sri Lanka                    |
| Gary Kirsten                 | 1996                         | 188*                         | Ver. Arab. Emirate           |
| Sourav Ganguly               | 1999                         | 183                          | Sri Lanka                    |

| Die meisten Wickets  | Die meisten Wickets | Die meisten Wickets |
| Spieler              | Turniere            | Wickets             |
| -------------------- | ------------------- | ------------------- |
| Glenn McGrath        | 1996–2007           | 71                  |
| Muttiah Muralitharan | 1996–2011           | 68                  |
| Mitchell Starc       | 2015–2023           | 65                  |
| Lasith Malinga       | 2007–2019           | 56                  |
| Mohammed Shami       | 2015–2023           | 55                  |
| Wasim Akram          | 1987–2003           | 55                  |

| Höchster individueller Score | Höchster individueller Score | Höchster individueller Score | Höchster individueller Score |
| Spieler                      | Jahr                         | Wickets                      | Gegner                       |
| ---------------------------- | ---------------------------- | ---------------------------- | ---------------------------- |
| Glenn McGrath                | 2003                         | 7-15                         | Namibia                      |
| Andy Bichel                  | 2003                         | 7-20                         | England                      |
| Tim Southee                  | 2015                         | 7-33                         | England                      |
| Winston Davis                | 1983                         | 7-51                         | Australien                   |
| Mohammed Shami               | 2023                         | 7-57                         | Neuseeland                   |